# Katar sienny
Katar sienny, alergiczny nieżyt nosa, ANN – alergiczne lub sezonowe zapalenie błony śluzowej nosa, definiowane jako objawowe zapalenie błony śluzowej nosa wywołane reakcją IgE-zależną. Wskutek reakcji organizmu na alergen (głównie pyłki roślin) immunoglobuliny dróg oddechowych powodują uwalnianie drażniącej błonę śluzową nosa histaminy przez mastocyty i bazofile. Odnośnie do kataru siennego używa się też pojęcia pyłkowica, które obejmuje alergiczne lub sezonowe zapalenie błony śluzowej nosa i spojówek wraz z dolegliwościami towarzyszącymi, jak napady astmy oskrzelowej, alergiczne reakcje skóry lub układu pokarmowego. Innymi funkcjonującymi w obiegu określeniami schorzenia są: alergia pyłkowa, gorączka sienna, uczulenie sienne. Alergiczny nieżyt nosa występuje zarówno u niemowląt, jak i u dzieci starszych. Towarzyszy astmie u 50–70% pacjentów, a jego występowanie w populacji ogólnej ocenia się na 5–15%. Nieżyt pyłkowy nosa ujawnia się pomiędzy 7 a 14 rokiem życia. Do 6 roku życia istnieje zwiększone ryzyko wystąpienia astmy, po 6 roku życia występuje głównie ryzyko rozwoju alergicznego nieżytu nosa.

## Klasyfikacja
Wyróżnia się dwa podstawowe rodzaje schorzenia – czynnikiem różnicującym jest czas utrzymywania się objawów:
- okresowy nieżyt nosa (sezonowy, ostry, okazjonalny) – objawy występują przez mniej niż 4 dni w tygodniu lub krócej niż 4 tygodnie; pojawiają się sezonowo, najczęściej w okresie pylenia drzew i traw. Dokładny czas występowania objawów jest zależny od rodzaju alergenu, na który uczulony jest pacjent.
- przewlekły nieżyt nosa (całoroczny, przetrwały, długotrwały) – objawy występują przez więcej niż 4 dni w tygodniu i utrzymują się ponad 4 tygodnie; często katar utrzymuje się w ciągu całego roku.

## Objawy
- wielokrotne kichnięcia
- obfita wydzielina z nosa (wodnista lub wodnistośluzowa)
- świąd w nosie
- zatkanie nosa (jedno- lub obustronne)
- alergiczne zapalenie spojówek objawiające się zaczerwienieniem, łzawieniem, światłowstrętem oraz świądem oczu
- ból głowy
- zaburzenia snu
- problemy z koncentracją
- ogólne przemęczenie
- w mniejszej liczbie przypadków występują objawy ze strony oskrzeli oraz napady astmatyczne

Objawy te występują u alergików, przeważnie w okresie kwitnienia roślin (od lutego do sierpnia), gdyż okresy pylenia roślin mają bezpośredni wpływ na sezonowość występowania objawów. Sezony pylenia roślin są dostępne w opracowywanych przez stacje monitoringu aerobiologicznego kalendarzach pylenia roślin.
Objawy alergicznego nieżytu nosa zależą od jego postaci. W przypadkach ostrych, zależnych od sezonowego działania alergenu, objawy pojawiają się nagle (zatkanie nosa, wodnisty wyciek, kichanie, bólów głowy, niekiedy wysoka ciepłota). W innych postaciach objawy zazwyczaj są mniej nagłe, przy czym niedrożność nosa i wyciek mogą okresowo nasilać się lub utrzymywać jednostajnie przez dłuższy czas. Symptomy tego schorzenia bywają sprzężone z upośledzeniem słuchu spowodowanym obrzękiem ujść gardłowych trąbek Eustachiusza (trąbka słuchowa) oraz niekiedy z objawami ze strony zatok przynosowych. 
W badaniu przedmiotowym, wziernikowanie jam nosowych wykazuje zazwyczaj błonę śluzową bladoróżową lub bladosiną, obrzękniętą, wodnistą, błyszczącą, pokrytą przezroczystą wydzieliną śluzową. Niekiedy u starszych dzieci w okresie pokwitania stwierdzić można obecność polipów. Zdjęcia rentgenowskie zatok przynosowych u dzieci z alergicznym nieżytem błony śluzowej nosa przedstawiają różnorodny obraz. Występuje różnej intensywności zacienienie zatok: całkowite, częściowe lub obwodowe (okrężne). Niekiedy można też stwierdzić widoczny na zdjęciu płyn lub cień odpowiadający tworom polipowatym bądź ropnie.
Wydzielina z nosa w przypadku kataru alergicznego często utrzymuje się tygodniami, miesiącami, a nawet trwa cały rok. Jeśli początkowo wodnista i przejrzysta wydzielina z czasem gęstnieje i mętnieje oraz nabiera żółtawego lub zielonkawego koloru, mamy do czynienia z katarem infekcyjnym związanym z przeziębieniem. Trwa on zwykle tydzień lub dwa, a następnie ustępuje.
Sezonowy alergiczny nieżyt nosa jest jedną z najczęściej występujących chorób w krajach wysokorozwiniętych. Wpływa ona na obniżenie jakości życia ze względu na objawy ze strony układu oddechowego i narządu wzroku, jak też zaburzenia snu, ogólne przemęczenie, czy problemy z koncentracją.

## Przyczyny
Błona śluzowa nosa podlega ciągłym wpływom zarówno bodźców zewnętrznych (bakterie, wirusy, alergeny, czynniki drażniące, zmiany temperatury ciśnienia i wilgotności), jak i wewnętrznych (hormonalnych, neurogennych). Odpowiedzią na działające bodźce jest przekrwienie, obrzęk i wzmożone wydzielanie z błony śluzowej nosa. Dzięki zdolnościom adaptacyjno-regulacyjnym procesy te przebiegają u osób zdrowych praktycznie bezobjawowo. Natomiast u osób nadwrażliwych, błona śluzowa nosa reaguje niekiedy tak silnie, że utrudnia prowadzenie normalnego trybu życia. Spowodowane jest to znaczną liczbą czynników, które jednocześnie oddziałują na błonę śluzową nosa. Każdy z nich może wywołać reakcję ze strony błony śluzowej nosa na drodze różnych mechanizmów (zapalnych, immunologicznych, odruchowych), często ze sobą współistniejących.
Powstanie kataru siennego uwarunkowane jest dwoma czynnikami: predyspozycją genetyczną, a także kontaktami z alergenem,
inicjującym objawy chorobowe. Czynnikami etiologicznymi są najczęściej alergeny wziewne. Uczulenie sienne jest wywoływane w przeważającej liczbie przypadków przez pyłki roślinne. Pozostałymi alergenami mogą być roztocze, spory pleśniowe, pierze, sierść zwierząt, ale też alergeny pokarmowe, lateks, zanieczyszczenia powietrza czy leki. Procesy patofizjologiczne prowadzące do powstania ANN są złożone i nie do końca wyjaśnione. Patomechanizm alergicznego nieżytu nosa polega głównie na kontakcie alergenu z komórkami tucznymi, które występują w błonie śluzowej. Komórki te posiadają na swojej powierzchni przeciwciała: immunoglobuliny E (IgE). W chwili kontaktu z alergenem ulegają one aktywacji i wydzielają zawarte w komórkach przekaźniki, a także czynne biologicznie substancje (prostaglandyny, leukotrieny). Uwolnione przekaźniki powodują rozszerzenie naczyń krwionośnych, zwiększając ich przepustowość, oraz pobudzają gruczoły śluzowe do wydzielania dużej ilości śluzu.
Największe znaczenie dla rozwoju typowych objawów ANN ma histamina: działając za pośrednictwem receptora H1, jest odpowiedzialna (sama lub wspólnie z innymi mediatorami) za pojawienie się świądu, kichania, produkcji obfitej ilości surowiczej wydzieliny. Objawy te pojawiają się szybko, zwykle w ciągu kilku minut od momentu ekspozycji na alergen. Inne mediatory pochodzące z mastocytów, szczególnie czynnik aktywujący płytki i leukotrieny, powodują rozwój późnej (zapalnej) fazy, w tym pojawiania się obrzęku błony śluzowej z upośledzeniem drożności i blokadą nosa.

## Patogeneza
W przebiegu alergicznego zapalenia błony śluzowej nosa można wyróżnić kilka faz:
- powstanie swoistych przeciwciał IgE przeciwko alergenom, na które chory jest uczulony (faza uczulenia organizmu)
- uwolnienie mediatorów zapalenia i czynników chemotaktycznych z komórek tucznych pod wpływem reakcji alergenu, ze swoistym przeciwciałem klasy IgE związanym z receptorem na komórce tucznej (faza wczesnych objawów klinicznych)
- napływ komórek (kwasochłonnych, limfocytów T, zasadochłonnych) odpowiedzialnych za dalszy rozwój zapalenia do miejsca reakcji alergicznej (faza późnych objawów klinicznych)
- integracja różnych mediatorów z komórkami zapalnymi i integracja napływających komórek ze środowiskiem narządu, w którym zachodzi alergiczna reakcja zapalna
- ustępowanie zmian oraz gojenie – najmniej poznana faza całego procesu[3].

## Powikłania
- zwiększenie objawów alergicznych
- rozwój astmy oskrzelowej
- osłabienie odporności śluzówki nosa (predysponujące do zachorowania na katar o podłożu bakteryjnym lub wirusowym)

## Leczenie
- Nieleczony katar sienny nie tylko obniża jakość życia, ale także ma tendencję do nasilania się, a jego konsekwencją mogą być groźne dla życia choroby[styl do poprawy]. Poważnym zagrożeniem jest progresja objawów chorobowych, tak zwany marsz alergiczny, który może prowadzić do astmy oskrzelowej. Celem leczenia alergicznego nieżytu nosa jest redukowanie dokuczliwych objawów alergicznych, zaburzeń snu i poczucia ogólnego rozbicia oraz powrót do codziennej aktywności społecznej. Postępowanie terapeutyczne u chorych na alergiczny nieżyt nosa obejmuje różne formy leczenia, w tym leczenie farmakologiczne.
- Diagnostyce alergii służą testy alergiczne (najczęściej skórne punktowe). Pozwalają one na rozpoznanie alergenów, które wywołują reakcję uczuleniową. Równie istotny jest wywiad z pacjentem, podczas którego można stwierdzić zależność między zaobserwowanymi objawami nosowymi a alergenem je wywołującym. Chorym z rozpoznaniem alergicznego nieżytu nosa zleca się również wykonanie badań w kierunku wykluczenia astmy, ponieważ stosunkowo często choroby te współistnieją.
- Leczenie ANN powinno rozpocząć się od usunięcia wszelkich nieprawidłowości w jamach nosowych. W przypadku istnienia skrzywienia listwy lub kolców przegrody powinno się usunąć operacyjnie te zmiany, jeśli upośledzają one drożność nosa. Również w przypadkach polipów lub przerostów powodujących upośledzenie drożności nosa, usunięcie tych zmian jest konieczne. Leczenie to obejmuje również zmniejszenie objętości małżowin nosowych, usunięcie chorobowo zmienionych tkanek oraz przerwanie parasympatycznego unerwienia błony śluzowej nosa. Celem takiego leczenia jest przede wszystkim zmniejszenie objawów wtórnych, takich jak: przedłużająca się niedrożność i wyciek z nosa, ból twarzy i głowy, osłabienie węchu.
- Podstawą leczenia kataru siennego jest wyłączenie z otoczenia lub z pokarmów alergenów, o ile uda się stwierdzić przyczynowe ich działanie. W przypadkach znalezienia działającego alergenu konieczne jest, obok wyeliminowania go, odczulanie swoiste jako metoda leczenia przyczynowego.
- W leczeniu objawowym kataru siennego stosuje się środki antyhistaminowe, których rola polega na hamowaniu dystrybucji mediatorów odczynu zapalnego – głównie histamin, ale i prostaglandyn oraz leukotrienów, które pełnią zasadniczą rolę w alergicznym procesie zapalnym.
- Popularne są również podawane miejscowo kortykosteroidy, działające nie tylko na późną fazę reakcji atopowej, ale również we wczesnej fazie rozwoju schorzenia, powodując ustąpienie objawów.

## Klasyfikacja ICD10
| kod ICD10     | nazwa choroby                                                            |
| ------------- | ------------------------------------------------------------------------ |
| ICD-10: J30.1 | Uczuleniowe zapalenie błony śluzowej nosa spowodowane pyłkami kwiatowymi |
| ICD-10: J30.2 | Inne sezonowe uczuleniowe zapalenie błony śluzowej nosa                  |